# 1,1,1,2-Tetrachlorethan
1,1,1,2-Tetrachlorethan ist eine chemische Verbindung aus der Gruppe der aliphatischen gesättigten Halogenkohlenwasserstoffe und organischen Chlorverbindungen. Sie ist isomer zu 1,1,2,2-Tetrachlorethan.

## Gewinnung und Darstellung
1,1,1,2-Tetrachlorethan kann durch zweistufige Additionsreaktion von Ethin mit Chlor (über Dichlorethen) gewonnen werden, wobei jedoch hauptsächlich 1,1,2,2-Tetrachlorethan entsteht.
{\displaystyle {\ce {C2H2 + Cl2 -> C2H2Cl2}}}
{\displaystyle {\ce {C2H2Cl2 + Cl2 -> C2H2Cl4}}}
Es kann direkt durch Chlorierung von 1,1,2-Trichlorethan gewonnen werden.
{\displaystyle {\ce {CHCl2CH2Cl + Cl2 -> CCl3CH2Cl + HCl}}}
Es tritt auch als Verunreinigung bei der Herstellung von einigen weit verbreiteten chlorierten Kohlenwasserstoffen auf.

## Eigenschaften
1,1,1,2-Tetrachlorethan ist ein brennbare, flüchtige, farblose Flüssigkeit, welche wenig löslich in Wasser ist. Bei 500–600 °C pyrolysiert es, wobei unter anderem Trichlorethen und Chlorwasserstoff entstehen. Durch Disproportionierung entsteht auch Tetrachlorethen. Ein weiteres Nebenprodukt ist Hexachlorbenzol, welches durch Polymerisation von Dichloracetylen entsteht.

## Verwendung
Es wird als Lösungsmittel und zur Herstellung von Lasuren und Lacken sowie als Zwischenprodukt zur Herstellung von Trichlorethen und Tetrachlorethen verwendet. In den USA ist es in geringen Konzentrationen auch in der Luft und im Trinkwasser nachgewiesen worden.

## Sicherheitshinweise
Die IARC stufte 1,1,1,2-Tetrachlorethan im Jahr 2014 als möglicherweise krebserzeugend ein.